# Barvinkovský rajón
Barvinkovský rajón (ukrajinsky Барвінківський район) byl rajón v Charkovské oblasti na Ukrajině. Hlavním městem bylo Barvinkove a rajón měl přibližně 22 tisíc obyvatel. 

## Sídla v rajónu
- Barvinkove